# Monodes
Monodes là một chi bướm đêm thuộc họ Noctuidae.